# Mistrzostwa Świata w Podnoszeniu Ciężarów 1904
5. Mistrzostwa Świata w Podnoszeniu Ciężarów – 5. edycja mistrzostw świata w podnoszeniu ciężarów, która odbyła się w dniach 17–18 kwietnia 1904 w Wiedniu. Startowali tylko mężczyźni w kategorii otwartej. Udział wzięło 13 sportowców. W zawodach tryumfowali sami Austriacy.

## Rezultaty
| Kategoria: | Złoto:          | Srebro:     | Brąz:             |
| Otwarta    | Josef Steinbach | Josef Grafl | Johann Staudinger |

## Tabela medalowa
| Poz. | Państwo           |   |   |   | Łącznie |
| ---- | ----------------- | - | - | - | ------- |
| 1    | Cesarstwo Austrii | 1 | 1 | 1 | 3       |
|      | Łącznie           | 1 | 1 | 1 | 3       |